# 台湾口罩外交
台湾口罩外交，是指中華民國蔡英文政府在2019冠状病毒病疫情爆發时所實行的口罩出口管制政策及相關外交決策。口罩外交是全球疫苗外交的另一個面向。

## 事件背景

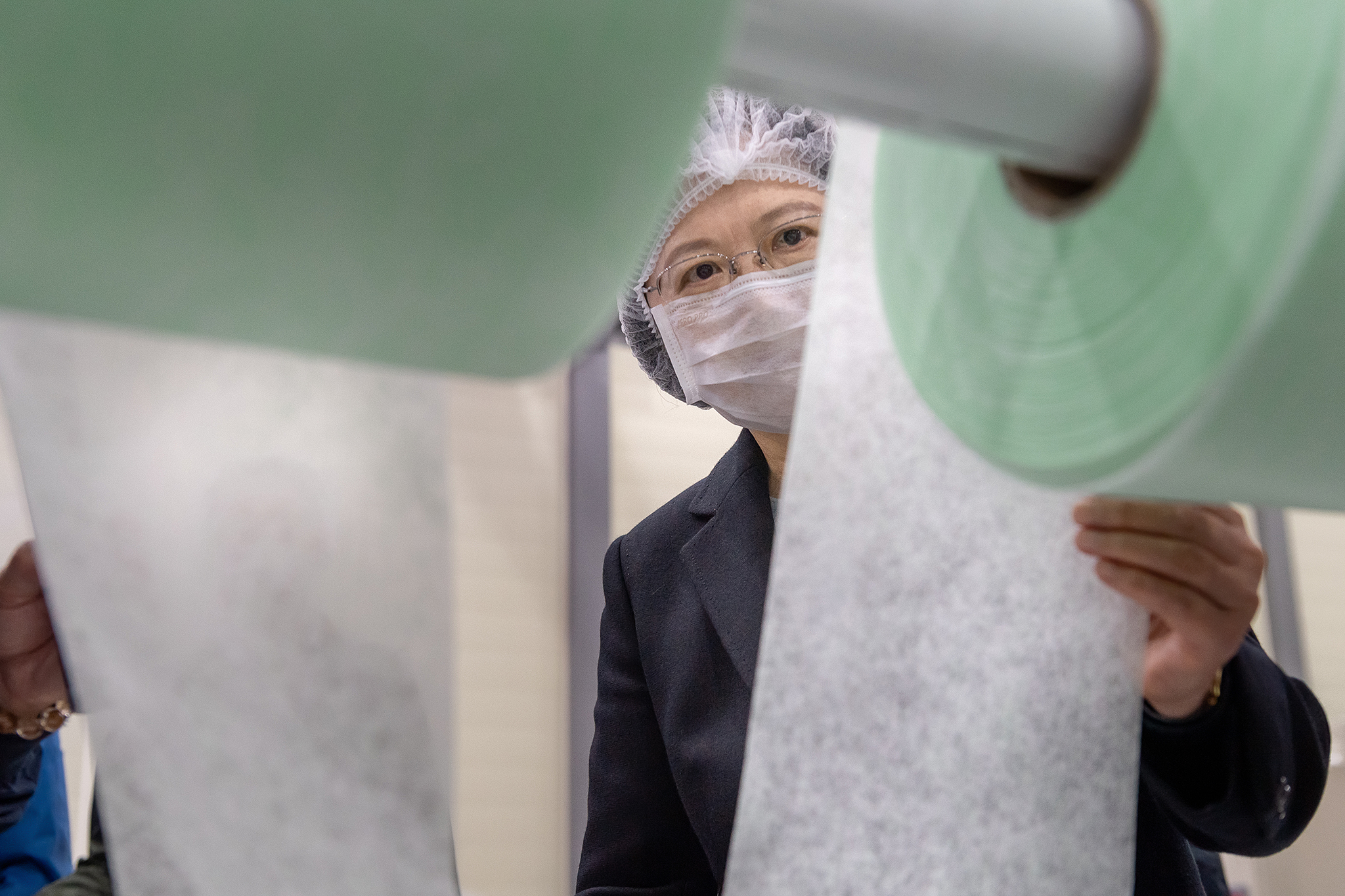
總統蔡英文參訪口罩工廠

2019冠状病毒病疫情在中国大陆爆发後，全球各地區先後出現搶購口罩的浪潮，隨後中國大陸、日本、印度、台灣等地的廠商積極增加口罩產能。2020年1月底，蔡英文政府禁止口罩出口，根據人員回報，若中國大陸管制口罩出口，臺灣口罩存量將不敷使用，因此當局強制徵用口罩工廠，並投入大批資金及人力生產口罩，同時隨疫情調整相關措施，宣佈要在3月中成為全球第二大口罩產地。截至2020年3月，台灣的本土口罩平均日產量由188萬片提升至1000萬片，並執行國民配給制，成為全球第二大口罩產地，僅次於中國大陸，而產量至今仍然繼續上升；5月份中旬口罩日產量超過2000萬片，11月份口罩日產量超過3000萬片，2021年5月口罩日產能4000萬。

## 事件經過
2020年4月1日，中華民國總統蔡英文召开记者会，宣布台湾将捐赠1000万片口罩支援疫情严重国家的医疗人员。具體為200万片医疗口罩捐給美国，700万片給歐洲（欧盟560万），100万片捐給中華民國的邦交国。蔡英文又說，台灣已從過去的口罩進口國，轉變成全球第二大的口罩生產國，口罩日產量不斷向上突破，可以充分供應國內需求。對此欧盟委员会主席乌尔苏拉·冯德莱恩4月2日在推特上感谢台湾捐赠給歐盟的560万个口罩。各國駐台代表也紛紛表示感謝。時代力量立法院黨團總召邱顯智支持蔡英文政府支援疫情嚴峻的國家。
2020年4月7日，中華民國外交部表示，台灣将向新南向政策涵蓋的国家以及非亚太地区的国家（新加坡、马来西亚、缅甸、菲律宾、印尼、越南及印度等国）捐贈超过100万片的口罩。同時台湾考慮将日韩列入捐赠国家，另外也啟動第二波國際人道援助行動，將捐出共約600萬片醫療級口罩給北歐和中東歐地區的歐盟會員國、美國疫情較嚴峻的州、拉丁美洲和加勒比海地區國家。
就台灣政府實施口罩出口禁令一事，卻有中國媒體批評，稱台灣口罩產能尚不足以滿足國內需求之際，卻向歐美國家捐贈大量口罩。針對台灣政府的口罩禁令，中國外交部發言人華春瑩抨擊民進黨「是在借疫情搞政治操弄」。人民日報海外版發文認為，民進黨當局的「口罩外交」，實際是「以疫謀獨」的算盤。中國國民黨立法院黨團總召林為洲則擔憂台灣口罩使用量可能不足，對外捐贈口罩應慎重；中國國民黨台北市議員徐巧芯和汪志冰則質疑向外國捐贈口罩的行為對台灣人不公平。
2020年5月5日，外交部宣布啟動第三波國際人道援助行動，將捐出共計約707萬片醫療口罩援助美國、歐盟會員國、友邦、新南向國家、非洲、中東地區和敘利亞等國家，其中包括國人響應「護台灣助世界」活動而捐出的393萬片口罩。
2020年5月18日，規劃第四波援外物資，預計將援贈約2350萬片外科口罩、116萬片N95口罩、17萬件防護衣、60萬件隔離衣、80台呼吸器、34台PCR快篩檢測儀，以及50萬片奎寧等，總計援贈外科口罩數量達到5000萬片以上。